# 太平洋電気通信協議会
太平洋電気通信協議会（たいへいようでんきつうしんきょうぎかい、PTC:  Pacific Telecommunications Council）は、環太平洋の情報通信について、国際機関等の枠にとらわれずに自由に討論する場として設立された民間組織。本部はアメリカのハワイ州。